# 이순신 3부작
《이순신 3부작》은 김한민 감독의 명량 해전, 한산도 대첩, 노량 해전을 담은 영화 시리즈이다. 마지막 작품인 《노량: 죽음의 바다》의 쿠키 영상에서 차기작인 《7년 전쟁》을 암시하는 대사가 있었으며, 이에 김한민 감독은 "7년 전쟁이 노량의 마지막 쿠키 영상에서 이어지는 작품"이라고 답하였다.

## 시리즈
- 《명량》
- 《한산: 용의 출현》
- 《노량: 죽음의 바다》

## 등장인물

### 조선
- 박해일(한산: 용의 출현), 최민식(명량), 김윤석(노량: 죽음의 바다): 이순신 역
- 손현주(한산: 용의 출현): 원균 역
- 공명(한산: 용의 출현, 노량: 죽음의 바다), 서성광(명량): 이억기 역
- 김성규(한산: 용의 출현, 노량: 죽음의 바다), 오타니 료헤이(명량): 준사 역
- 김향기(한산: 용의 출현), 이정현(명량): 정씨 여인(정보름) 역
- 옥택연(한산: 용의 출현), 진구(명량): 임준영 역
- 안성기(한산: 용의 출현),(노량: 죽음의 바다): 어영담 역
- 박지환(한산: 용의 출현), 장남부(명량): 나대용 역
- 박훈(한산: 용의 출현, 노량: 죽음의 바다): 이운룡 역
- 윤진영(한산: 용의 출현), 이해영(명량), 최덕문 (노량: 죽음의 바다): 송희립 역
- 이성욱(노량: 죽음의 바다): 입부 이순신 역
- 안성봉(한산: 용의 출현, 노량: 죽음의 바다): 권준 역
- 김재영(한산: 용의 출현, 노량: 죽음의 바다): 정운 역
- 김구택(한산: 용의 출현): 김완 역
- 손경원(한산: 용의 출현): 신호 역
- 김대명(한산: 용의 출현): 이영남 역
- 김민재(한산: 용의 출현): 이언량 역
- 이운산(한산: 용의 출현): 이기남 역
- 정예훈(한산: 용의 출현): 이봉수 역
- 배현성(한산: 용의 출현): 김천손 역
- 문바름(한산: 용의 출현): 우치적 역
- 김태희(한산: 용의 출현): 배흥립 역
- 이준혁(한산: 용의 출현): 황박 역
- 김영웅(한산: 용의 출현): 정담 역
- 강병욱(한산: 용의 출현): 황진 역
- 문숙(한산: 용의 출현): 초계 변씨 역
- 문정희(노량: 죽음의 바다): 상주 방씨 역
- 권율(명량), 안보현(노량: 죽음의 바다): 이회 역
- 여진구(노량: 죽음의 바다): 이면 역
- 김한민(한산: 용의 출현), 남경읍(명량, 노량: 죽음의 바다): 권율 역
- 이제훈(노량: 죽음의 바다): 광해군 역
- 이승준(명량): 안위 역
- 김원해(명량): 배설 역
- 최덕문(명량): 송여종 역
- 장선호(명량): 김응함 역
- 박노식(명량): 김억추 역
- 김태훈(명량): 김중걸 역
- 김구택(명량): 배홍석 역
- 박보검(명량): 배수봉 역
- 김길동(명량): 황보만 역
- 문영동(명량): 김돌손 역
- 유순웅(명량): 김노인 역
- 신유람(명량): 혜희 역
- 김현태(명량): 옥형 역
- 고경표(명량): 오둑이 역
- 조복래(명량): 오상구 역
- 한동희(명량)

### 일본
- 변요한(한산: 용의 출현), 조진웅(명량): 와키자카 야스하루 역
- 정제우(한산: 용의 출현, 명량): 구로다 역
- 다케다 히로미츠(명량)
- 류승룡(명량): 구루지마 미치후사 역
- 노민우(명량): 하루 역
- 강태영(명량): 기무라 역
- 김명곤(한산: 용의 출현, 명량): 도도 다카도라 역
- 김성균(한산: 용의 출현), 김강일(명량): 가토 요시아키 역
- 주석태(명량): 가쓰라 역
- 김강일(한산: 용의 출현): 구키 요시타카 역
- 공정환(한산: 용의 출현): 고바야카와 다카카게 역
- 윤제문(한산: 용의 출현): 구로다 칸베에 역
- 이서준(한산: 용의 출현): 와키자카 사헤에 역
- 박재민(한산: 용의 출현), 박성택(명량): 와타나베 시치에몬 역
- 조재윤(한산: 용의 출현): 마나베 사마노조 역
- 백윤식(노량: 죽음의 바다): 시마즈 요시히로 역
- 주석태(노량: 죽음의 바다): 시마즈 토요히사 역
- 박명훈(노량: 죽음의 바다): 쵸주인 모리아츠 역
- 이무생(노량: 죽음의 바다): 고니시 유키나가 역
- 이규형(노량: 죽음의 바다): 아리마 하루노부 역
- 최광제(노량: 죽음의 바다): 데라자와 히로타카 역
- 최정태(노량: 죽음의 바다): 다치바나 무네시게 역
- 위민국(노량: 죽음의 바다): 이케베 사다마사 역

### 명나라
- 정재영(노량: 죽음의 바다): 진린 역
- 허준호(노량: 죽음의 바다): 등자룡 역
- 정기섭(노량: 죽음의 바다): 진잠 역
- 유성주(노량: 죽음의 바다): 심리 역

### 여진
- 김영탁(한산: 용의 출현): 여진족 추장 역